# 色麻町
色麻町（日语：／ Shikama chō */?）是位於日本宮城縣西北部的町，隸屬於加美郡。花川流經城鎮中心並往東流，當地人口多集中在東部的四竈地區。色麻町是以農業為主的城鎮，當地特產為紫蘇等農產品。

## 地理
色麻町境內約52.2%的面積被森林覆蓋，25.9%的土地為農業用地。轄區西部與南部坐落著船形山、前船形山與花染山等奧羽山脈的山岳。發源於上述山岳地帶的保野川流經西北部地區，並在東邊注入鳴鳴瀨川。發源自三峯山與花染山等山岳的花川則流經中心地區，並在北目與鳴瀨川匯流，其河岸周圍則形成平地與農耕地帶。

### 氣候
當地3月至5月受到低氣壓通過的影響，吹越奧羽山脈的強勁西風會在當地引發焚風。6月至7月則因梅雨鋒面停滯而多為雨天。12月至隔年2月，日本海上的雪雲隨著西風翻越奧羽山脈，並在山區地帶降雪。而平原地帶有時候會因低氣壓通過本州南邊而降下大雪。

## 歷史
色麻町的歷史相當悠久，境內曾發掘出念南寺古墳群與300多座群集古墳。當地也挖掘出奈良時代前期燒製陸奧國多賀城磚瓦的瓦窯遺跡。「色麻」此一地名最早出現在天平9年（737年）的續日本紀記錄中，而當地據信在古時是周邊地區的政治與文化中心。
明治22年（1889年）4月1日，日本在當地實施町村制，並且設置色麻村。昭和53年（1978年）4月1日，色麻村改制為現今的色麻町。

## 行政
現任町長早坂利悅於2023年8月在選舉中第2次成功連任，其任期將持續至2027年8月。

## 經濟
色麻町的農業以生產稻米、蔬菜與畜產等農產品為主，其中菠菜、蔥與高麗菜的產量在宮城縣內名列前茅。當地也盛產紫蘇。根據統計，2013年色麻町的紫蘇種植面積位居全日本第一。

## 教育
色麻町内共有1所小學校、1所中學校與1所高等學校，分別為色麻町立色麻學園色麻小學校、色麻町立色麻學園色麻中學校，以及宮城縣加美農業高等學校。根據2017年的統計，小學校共有274名學生，中學校則有208名學生。

## 交通
國道457號以南北走向穿越色麻町内，並且在大衡村與延伸至仙台市的國道4號交會。境內無鐵路通過，距離色麻町最近的車站是位於大崎市，屬於JR東日本陸羽東線的西古川站。

## 姐妹城市
色麻町與以下日本城市為友好姐妹城市:
| 城市   | 都縣   | 締結日期  |
| ------ | ------ | --------- |
| 牛久市 | 茨城縣 | 1988年7月 |